# Jan Maat (Comic)
Jan Maat war ein deutschsprachiger Comic im Funny-Stil, der von 1954 bis 1960 in verschiedenen Formaten im Walter Lehning Verlag erschienen ist. Zeichner und Autor des laut Bernd Dolle-Weinkauff „Seemannsgarns in Comic-Form“ war Bob Heinz. Jan Maat war nach Angaben von Andreas C. Knigge mit 44 erschienenen Heften der erfolgreichste Comic des Walter Lehning Verlags im Kolibri-Format.

## Erscheinen
Jan Maat erschien mit den Untertiteln Der lustige Seemann bzw. Der lustige Seefahrer von 1954 bis 1955 zunächst als einfarbiges Heft mit 36 Seiten im Kolibri-Format. Von 1955 bis 1958 erschien Jan Maat in Heftform zunächst im Querformat mit einem Umfang von anfangs 20 Seiten, später 32 Seiten und dem zeitweiligen Untertitel Die beliebte Jugendzeitschrift. Mit Heft 56 wurde von Einfarb- auf Vierfarbdruck umgestellt. Die Hefte 10 bis 31 der Heftreihe wurden mit neuer Nummerierung in den Jahren 1959 und 1960 vom Walter Lehning Verlag neu aufgelegt. Ein vollständiger Nachdruck der im Kolibri-Format erschienenen Hefte wurde vom Norbert Hethke Verlag in den Jahren 1989 und 1990 herausgegeben. Nachdrucke der Querformat-Hefte erschienen ebenfalls beim Norbert Hethke Verlag in den Jahren 2002 und 2003. Bevor Lehning Jan Maat herausbrachte, erschien der Comic in den Jahren 1952 und 1953 beim Richard Danehl’s Verlag unter dem Titel Hein Mück, der lustige Seemann. Aufgrund ungeklärter Honorarfragen hatte Heinz dann den Verlag gewechselt.